# Musical.ly
musical.ly è stato un social network cinese per la creazione e la trasmissione di video e la messaggistica. Il 27 giugno 2018 l'app si è aggiornata ed è diventata TikTok in seguito alla fusione con un'omonima app disponibile solo su iOS.
Attraverso l'app, gli utenti potevano produrre video in playback facendo mosse equivalenti al testo della canzone di durata variabile tra 1-15 secondi, ed era possibile modificare la velocità di riproduzione ed inserire filtri ed effetti particolari. Questa caratteristica è rimasta immutata anche dopo la fusione con TikTok.
A maggio 2017 l'app ha superato i 200 milioni di utenti registrati, con circa 12 milioni di video caricati ogni giorno. Musical.ly è stato rilasciato per la prima volta nell'agosto 2014 ed era originariamente sviluppato da un'azienda con sede a Shanghai e uffici a San Francisco.

## Storia
Musical.ly Inc. è stata fondata in Cina nel 2014 da Alex Zhu e Luyu Yang. Prima di lanciare musical.ly, Zhu e Yang hanno creato un social network con scopi educativi, dove gli utenti potevano imparare ed insegnare diverse materie mediante brevi video (3–5 minuti). Tuttavia, pur avendo trovato degli investitori disposti a investire nel progetto, la piattaforma non ebbe successo, e Zhu e Yang decisero di cambiare target e di puntare sugli adolescenti. L'idea iniziale era di creare una piattaforma che incorporasse musica e video in un social network. La prima versione di musical.ly è stata lanciata ufficialmente nell'agosto 2014.
Il 24 luglio 2016 musical.ly ha lanciato live.ly, una piattaforma per lo streaming video in diretta.
Nel novembre 2017 musical.ly è stata acquistata dall'azienda cinese ByteDance, sviluppatrice dell'aggregatore di notizie Toutiao, per una cifra intorno ai 750 milioni di euro.
Il 2 agosto 2018 ByteDance unisce attraverso un aggiornamento le piattaforme TikTok (controparte internazionale dell'app solamente cinese Douyin) e musical.ly al fine di allargare la base utenti, mantenendo come nome quello di TikTok. Il social, nella sua breve vita, è divenuto molto popolare e fu per breve periodo in rivalità con Vine, applicazione simile, ritirata nel 2016.

## Funzionalità
Gli utenti potevano caricare video di durata variabile tra 15 secondi e un minuto e aggiungere canzoni o altri suoni. La piattaforma permetteva anche di modificare i video inserendo 14 filtri predefiniti o altri effetti e dava anche la possibilità di modificare la velocità di riproduzione tramite cinque opzioni: 0.1x (epico), 0.5x (lento), 1x (normale), 2x (veloce) e 3x (lapse). Era anche possibile invertire la riproduzione del video. musical.ly permetteva anche di creare filmati più brevi, chiamati "momenti live", sostanzialmente GIF animate con musica di sottofondo.
Musical.ly aveva anche una funzione di messaggistica istantanea tra gli utenti, chiamata direct.ly, rimasta anche dopo la fusione con TikTok.